# ردود الفعل الدولية على الميدان الأوروبي

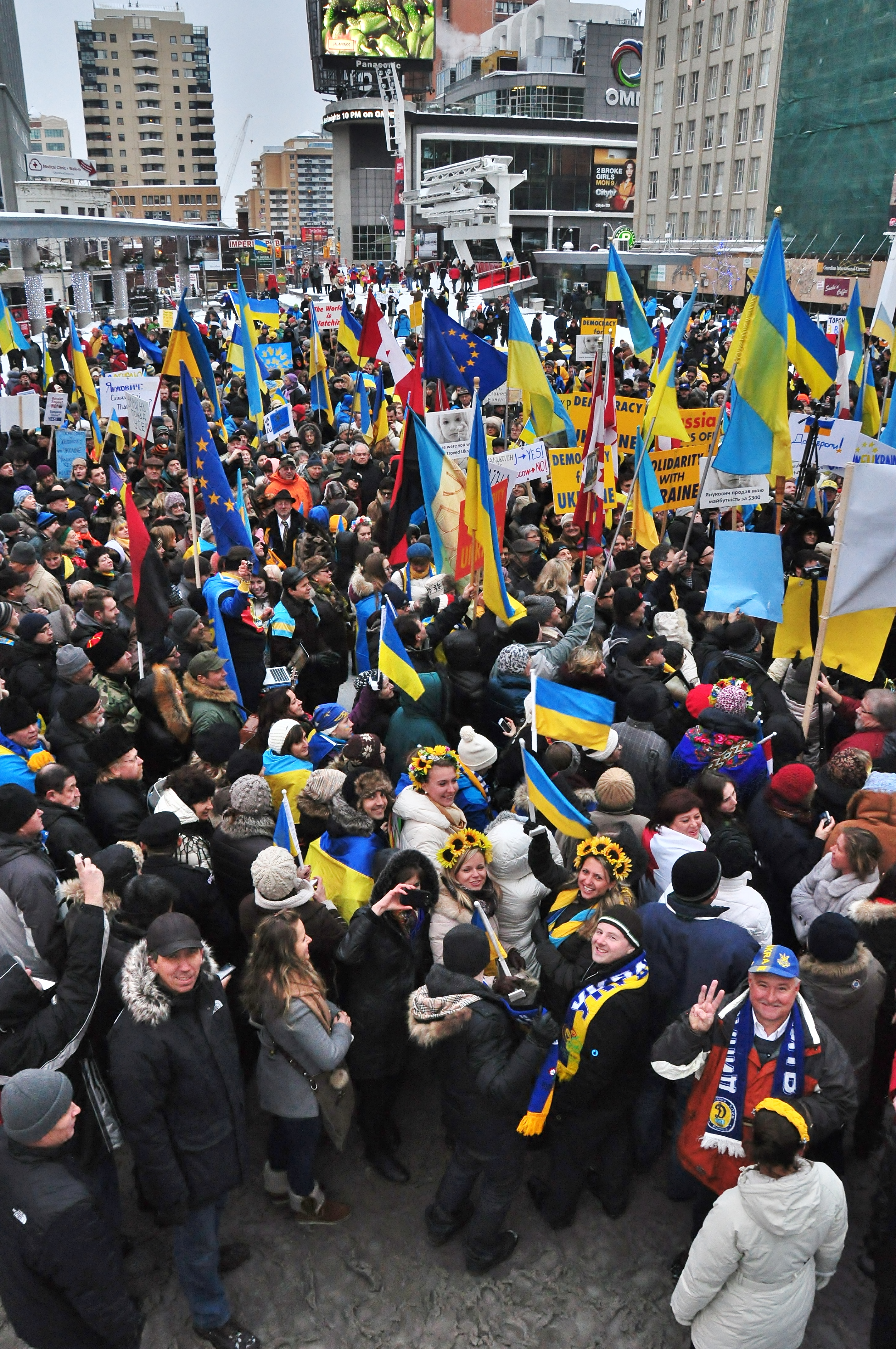
مظاهرة للجالية الأوكرانية في ساحة دونداس، تورنتو، دعمًا لحركة يوروميدان الأوكرانية (15 ديسمبر 2013

الميدان الأوروبي هو عبارة عن موجة من الاحتجاجات والاضطرابات المدنية التي بدأت في أوكرانيا ليلة 21 نوفمبر عام 2013؛ بعد أن علقت الحكومة الأوكرانية الاستعدادات لتوقيع اتفاقية الشراكة واتفاقية التجارة الحرة العميقة والشاملة مع الاتحاد الأوروبي.

## ردود الفعل الرسمية

### المنظمات فوق الوطنية
- الاتحاد الأوروبي — قال مفوض التوسيع شتيفان فول في 26 نوفمبر عام 2013: «يسعدني أن الديمقراطية في أوكرانيا وصلت إلى اللحظة التي يكون فيها للناس حرية التجمع والتعبير عن آرائهم، ولاسيما بشأن القضية المرتبطة بشكل مباشر مع مستقبلهم ومستقبل بلدهم». حذر أعضاء البرلمان الأوروبي المسؤولون عن سياسة الشراكة الشرقية، مثل إلمار بروك وجاك ساريوز فولسكي، أوكرانيا في 26 نوفمبر من استخدام القوة ضد المتظاهرين المؤيدين لأوروبا «وإلا ستكون هناك عواقب وخيمة».[2][3]
- أصدر شتيفان فول والممثلة السامية للاتحاد الأوروبي كاثرين أشتون في 30 نوفمبر بيانًا مشتركًا يدين «الاستخدام المفرط للقوة الذي نفذته الشرطة في ليل اليوم السابق (29 نوفمبر) في كييف لتفريق المتظاهرين السلميين؛ الذين عبروا خلال الأيام التي سبقت ذلك اليوم بطريقة قوية وغير مسبوقة عن دعمهم للارتباط السياسي لأوكرانيا والتكامل الاقتصادي مع الاتحاد الأوروبي».[4]
- أفادت وكالة إنترفاكس الأوكرانية في 9 ديسمبر أن موظفي وفد الاتحاد الأوروبي كانوا حاضرين في التجمعات في ميدان الاستقلال (نيزاليجنوستي) «لرصد التطورات هناك».[5]
- نشر رئيس البرلمان الأوروبي تغريدة في 9 ديسمبر قال فيها: «أتمنى أن ينهي يانوكوفيتش نسخته الخاصة من الألعاب الشتوية، وأن يبدأ في الاستماع إلى الأصوات الشرعية القادمة من الميدان».[6]
- ادعى جاي فرهوفشتات، زعيم مجموعة تحالف الليبراليين والديمقراطيين من أجل أوروبا في البرلمان الأوروبي، في منتصف يناير عام 2014 أن الميدان الأوروبي «هو أكبر مظاهرة مؤيدة لأوروبا في تاريخ الاتحاد الأوروبي».[6]

### المنظمات الدولية
- الأمم المتحدة — قال الأمين العام للأمم المتحدة بان كي مون في 3 ديسمبر: «أناشد جميع الأطراف التحلي بضبط النفس، وتجنب المزيد من العنف، والتمسك بالمبادئ الديمقراطية لحرية التعبير والتجمع السلمي».
- الناتو — قال الأمين العام لحلف الناتو أندرس فوغ راسموسن عندما سُئِل عن «الضغط على أوكرانيا» في 28 نوفمبر: «إذا مارس أي شخص ضغوطًا على أوكرانيا من أجل منعها من اتخاذ القرار بحرية بشأن انتمائها وتحالفاتها؛ فإن ذلك سيتعارض مع المبادئ التي اعتمدناها جميعًا منذ سنوات عديدة؛ أي في عام 1999، عندما وُقِّع على وثيقة منظمة الأمن والتعاون في أوروبا والتي يحق بموجبها لكل دولة أن تقرر بنفسها. نحن متمسكون بهذا المبدأ، ونأمل أن تفعل الدول الأخرى التي وقعت على تلك الوثيقة الشيء نفسه». قال راسموسن في 3 ديسمبر: «إنني أدين بشدة الاستخدام المفرط لقوات الشرطة الذي شهدناه في كييف، وأتوقع من جميع شركاء الناتو، بما في ذلك أوكرانيا، الالتزام بالمبادئ الديمقراطية الأساسية بما في ذلك حرية التجمع وحرية التعبير».[7]
- أصدر اجتماع لوزراء خارجية الدول الأعضاء في الناتو في 3 ديسمبر بيانًا يدين «الاستخدام المفرط للقوة ضد المتظاهرين السلميين في أوكرانيا» وطالب «جميع الأطراف بالامتناع عن الاستفزازات والعنف». حث الوزراء المجتمعون «أوكرانيا، بصفتها صاحبة الرئاسة في منظمة الأمن والتعاون في أوروبا، على الامتثال الكامل لالتزاماتها الدولية ودعم حرية التعبير والتجمع. فنحن نحث الحكومة والمعارضة على الانخراط في حوار وبدء عملية الإصلاح». أضاف أيضًا «ستستمر شراكتنا (بين الناتو وأوكرانيا) على أساس قيم الديمقراطية وحقوق الإنسان وسيادة القانون».[8]
- منظمة الأمن والتعاون في أوروبا: أعلنت ممثلة منظمة الأمن والتعاون في أوروبا المعنية بحرية وسائل الإعلام دنيا مياتوفيتش في 2 ديسمبر عن قلقها بشأن مقدار العنف المستخدم ضد وسائل الإعلام أثناء المظاهرات.
- مجلس أوروبا: وجدت لجنة منع التعذيب التابعة لمجلس أوروبا وجود سوء معاملة متعمد أثناء اعتقال متظاهري الميدان الأوروبي.[9]

### الدول
- أستراليا: حثت وزيرة الخارجية جولي بيشوب (في 12 ديسمبر عام 2013) السلطات الأوكرانية على ممارسة أقصى درجات ضبط النفس فيما يتعلق بالاحتجاجات، ولضمان التقيد التام بالتزامات أوكرانيا الدولية تجاه حرية التجمع والتعبير، و«الاستماع إلى الأصوات وتطلعات الشعب الأوكراني».
- بلغاريا: نصح الرئيس روسن بليفنيلييف (في 29 نوفمبر عام 2013) السياسيين الأوكرانيين «بالاستماع إلى صوت الشعب»، وذلك في إشارة إلى الاحتجاجات الكبيرة ضد القرار في أوكرانيا.[10]
- كندا: قال وزير الخارجية جون بيرد في بيان رسمي في 30 نوفمبر: «تدين كندا بشدة الاستخدام المؤسف للعنف من قبل السلطات الأوكرانية اليوم ضد المتظاهرين السلميين في ميدان الاستقلال. هؤلاء المتظاهرون يريدون ببساطة ارتباطًا أوثق مع الاتحاد الأوروبي. إن حرية التعبير وحرية التجمع من المبادئ الأساسية لأي بلد ديمقراطي حقيقي. ندعو حكومة أوكرانيا إلى احترام حقوق مواطنيها في التعبير عن آرائهم وحمايتها بالفعل، وذلك بما يتفق مع مبادئ منظمة الأمن والتعاون في أوروبا. تقف كندا إلى جانب شعب أوكرانيا لبناء مجتمع قائم على الحرية والديمقراطية وحقوق الإنسان وسيادة القانون».[11]

التقى وزير الخارجية بيرد في 4 ديسمبر مع «مسؤولي المعارضة وممثلي المجتمع المدني» أثناء وجوده في كييف لحضور قمة مجموعة الأمن التابعة لمنظمة الأمن والتعاون في أوروبا؛ وذكر أن «الحكومة الكندية تشارك هنا لأن أوكرانيا مهمة لها، وبسبب إيمان كندا بقيم الشعب الأوكراني، ونريد أن نفعل كل ما في وسعنا لدعمهم في تحقيق تطلعاتهم. نعتقد أن القرار يمثل فرصة ضائعة كبيرة في طريق أوكرانيا نحو تعزيز التنمية الديمقراطية والازدهار الاقتصادي»؛ وخلص إلى أن كندا «ملتزمة بالعمل مع شعب أوكرانيا في تطورها الديمقراطي، ويُعد هذا التزام طويل الأمد». زار جون بيرد احتجاجات الميدان الأوروبي في ميدان الاستقلال في 5 ديسمبر قبل مغادرة كييف.
أصدر رئيس الوزراء ستيفن هاربر، أثناء وجوده في بريتوريا لزيارة مرقد نيلسون مانديلا في 11 ديسمبر، بيانًا يدين فيه تصرفات بيركوت ضد متظاهري الميدان الأوروبي في وقت مبكر من ذلك الصباح باعتبارها «غير ديمقراطية ومفرطة» و«مقلقة بشكل خاص». قال هاربر في البيان إن «كندا والمجتمع الدولي يتوقعان من السلطات الأوكرانية احترام وحماية حقوق مواطنيها، بما في ذلك الحق في التعبير عن آرائهم بحرية»، وأضاف أن «كندا تقف إلى جانب الشعب الأوكراني خلال هذا الوقت الصعب، وسنستمر في معارضة جميع الجهود المبذولة لقمع حقوقهم وحرياتهم بقوة»؛ مستنتجًا أن الحكومة الكندية «والحلفاء المتشابهون في التفكير سيراقبون التطورات عن كثب ويفكرون في جميع الخيارات المتاحة لنا».
- كولومبيا: أصدرت وزارة الخارجية الكولومبية، نيابة عن الحكومة، بيانًا صحفيًا أعربت فيه عن «القلق العميق بشأن الوضع في أوكرانيا»، واستنكرت فيه «أعمال العنف التي وقعت في اليومين الماضيين». حثت كولومبيا حكومة أوكرانيا في البيان الصحفي نفسه على «ضمان الأمن وحقوق الإنسان والحريات الأساسية لمواطنيها».[14]

ألمانيا: علقت المستشارة أنجيلا ميركل في 27 نوفمبر قائلة: «على الاتحاد الأوروبي وألمانيا التحدث إلى روسيا، فالحرب الباردة انتهت». قالت ميركل للرئيس يانوكوفيتش في قمة الاتحاد الأوروبي التي انعقدت في 28-29 نوفمبر عام 2013، عندما كان من المقرر أصلًا توقيع اتفاقية الشراكة في 29 نوفمبر عام 2013: «نراكم هنا، لكننا توقعنا المزيد». صرح وزير الخارجية غيدو فيسترفيله في 2 ديسمبر أن المسيرات الضخمة أظهرت «قلب الشعب الأوكراني الذي ينبض بطريقة أوروبية».
صرحت ميركل في 18 ديسمبر، بعد يوم من توقيع اتفاقية مالية بين أوكرانيا وروسيا، أن «العرض ما يزال مطروحًا على الطاولة»، وصرح وزير الخارجية الجديد فرانك فالتر شتاينماير أنه «من المخزي تمامًا كيفية استغلال روسيا لمشاكل أوكرانيا الاقتصادية من أجل مصالحها الخاصة، وذلك فضلًا عن منع توقيع اتفاقية الشراكة مع الاتحاد الأوروبي، وبالطبع، فإن الأعمال العنيفة لقوات الأمن الأوكرانية ضد المتظاهرين السلميين كانت فاضحة أيضًا».
قال شتاينماير في مقابلة مع إيه آر دي في 4 فبراير عام 2014 إنه إذا لم تجد السلطات الأوكرانية حلًا سياسيًا للأزمة، «فأعتقد أنه يجب علينا الآن إظهار العقوبات على أنها تهديد ضد أوكرانيا».